# Arbeit macht frei
„Arbeit macht frei“ ([ˈaɐ̯baɪt ˈmaxt ˈfʁaɪ]) е немска фраза, означаваща: „Трудът освобождава“. Този лозунг е поставян над входа на много концентрационни лагери от националсоциалистическия период.

## Произход на израза
„Arbeit macht frei“ е заглавие на роман на немски писател националист Лоренц Дифенбах от 1872 г. През 1928 г. правителството на Ваймарската република използва фразата в качеството на лозунг на програмите за намаляване на безработицата.

## Използване в концлагери
Лозунгът е поставян при входовете на много от концентрационните лагери. Използването му на входовете е наредено от SS генерал Теодор Айке, инспектор на концлагерите и втори комендант на концлагер Дахау.
Лозунгът все още може да бъде видян на няколко места, включително на входа на Аушвиц I, където е поставен след нареждане на комендант Рудолф Хьос. Точно тази табела е направена от лагерниците, включително Ян Ливач. В надписа се съдържа обърнато обратно „B“, което се интерпретира като акт на неподчинение от затворниците, които го изработват.
Единствено концентрационният лагер „Бухенвалд“ не използва тази фраза, където над портала стои преведената на немски латинската сентенция: „Всекиму своето“.

## Използване днес
Фразата „Arbeit macht frei“ често се използва извън историческия контекст. При непредумишлено използване на фразата не се предвиждат законови санкции.